# Utajnianie z wyprzedzeniem
Utajnianie z wyprzedzeniem (z ang. forward secrecy – FS; znane także jako doskonałe utajnianie z wyprzedzeniem) jest własnością zabezpieczonych protokołów komunikacyjnych: Utajnienie przekazywania ma miejsce wtedy, gdy złamanie tzw. „kluczy długoterminowych” nie powoduje skompromitowania kluczy, użytych w poprzednich sesjach. FS chroni starsze sesje przed potencjalnymi, przyszłymi złamaniami kluczy tajnych lub haseł. Jeżeli FS jest wykorzystywany, szyfrowane komunikacje oraz sesje utworzone w przeszłości nie mogą zostać odzyskane i odszyfrowane w przypadku kompromitacji haseł lub kluczy długoterminowych w późniejszymi okresie, nawet jeśli intruz będzie aktywnie ingerować w działanie protokołu.

## Historia
Pojęcie „Perfekcyjne utajnianie z wyprzedzeniem” zostało wymyślone przez C.G. Günthera w roku 1990
, a następnie przedyskutowane przez Whitfielda Diffiego, Paula van Oorschota i Michaela Jamesa Wienera
w 1992, gdzie było ono wykorzystywane do opisania własności protokołu STS.
Utajnienia z wyprzedzaniem używano także do opisania analogicznej właściwości protokołów uzgadniania kluczy (bazujących na uwierzytelnianiu hasłem), gdzie tajnymi danymi jest współdzielone hasło.